# Rat Park
Rat Park ist die Bezeichnung für eine Laborumgebung zur Unterbringung von Ratten, die den Tieren so wenig Isolation und Eingrenzung wie möglich bieten sollte. Sie wurde in den späten 1970er Jahren für Suchtforschungsexperimente mit Ratten genutzt, die unter Leitung des kanadischen Psychologen Bruce K. Alexander an der Simon Fraser University in British Columbia, Kanada durchgeführt wurden.

## Hypothese – Drogen verursachen keine Abhängigkeit
Alexanders Hypothese war, dass das häufig beobachtbare Suchtverhalten bei Laborratten mit Zugang zu Opiaten nicht nur den suchterzeugenden Eigenschaften der Drogen selbst, sondern auch den Haltungsbedingungen zuzuschreiben ist. Er teilte dem kanadischen Senat mit, dass vorangegangene Experimente, bei denen Laborratten isoliert in engen Metallkäfigen gehalten wurden, angeleint durch eine Injektionsvorrichtung, nur zeigen, dass „ernsthaft verzweifelte Tiere, wie ernsthaft verzweifelte Leute, ihre Verzweiflung pharmakologisch beheben werden, wenn sie können.“
Um diese Hypothese zu überprüfen, baute Alexander Rat Park, eine 8,8 m² große Kolonie mit der 200-fachen Grundfläche eines Standard-Laborkäfigs. 16 bis 20 Ratten beiderlei Geschlechts bewohnten diese Kolonie, und es gab einen Überfluss an Nahrung, Bällen und Rädern zum Spielen, genug Platz zur Paarung und um die Brut aufzuziehen. Anschließend verglich er das Verhalten der Ratten aus der Rat Park Kolonie mit denen, die in einer sogenannten Skinner-Box lebten.
Die Resultate schienen seine Hypothese zu stützen: Ratten, die dazu gezwungen wurden, Morphinhydrochlorid an 57 aufeinanderfolgenden Tagen zu sich zu nehmen, wurden in den Rat Park gesetzt und ihnen wurde die Wahl gelassen zwischen Leitungswasser und Wasser, das mit Morphin versetzt war. Meistens wählten sie das Leitungswasser. „Nichts, was wir versucht haben“ schrieb Alexander, „…erzeugte bei diesen Ratten, die in einer halbwegs normalen Umgebung gehalten wurde, irgendetwas wie eine Sucht.“ Kontrollgruppen von Ratten, die in kleinen Käfigen isoliert wurden, konsumierten viel mehr Morphin in diesem und in folgenden Experimenten.

## Das Krankheitsmodell der Drogensucht

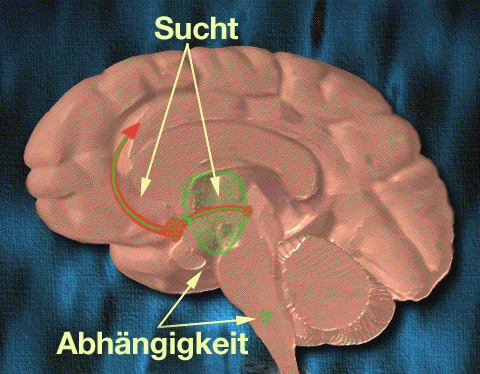
Das Krankheitsmodell erklärt Sucht in Bezug auf die Wirkung von Drogen auf das Belohnungszentrum im limbischen System. Forscher sagen, dass Opiate Änderungen im mesolimbischen dopaminergen System bewirken, die Lustgefühle bewirken. (Bild: National Institute on Drug Abuse)

Manche Substanzen verursachen nach wiederholter Anwendung Entzugssymptome, die den Anwender quälen, wenn er die Anwendung beendet. Worüber unter Wissenschaftlern keine Einigkeit besteht, ist das Ausmaß, in dem man von gewissen Substanzen sagen kann, sie würden den Anwender seiner Selbstkontrolle berauben, und nicht nur Entzugserscheinungen verursachen, sondern auch eine Drogensucht. Diese wird definiert als a behavioral pattern of drug use, characterized by overwhelming involvement with the use of a drug (compulsive use), the securing of its supply, and a high tendency to relapse after withdrawal. (Übersetzung: „Ein Verhaltensmuster des Drogenkonsums, charakterisiert durch außerordentliche Verstrickung in den Gebrauch einer Droge (zwanghafter Gebrauch), die Sicherstellung ihrer Verfügbarkeit, und eine hohe Tendenz zum Rückfall nach dem Entzug.“ vgl. Drogensucht)
Im 19. Jahrhundert wurde Drogensucht als Zeichen von Akrasia, Morallosigkeit oder Willensschwäche gesehen. Die Hirnforschung des 20. Jahrhunderts ersetzte dieses moralische Modell durch ein Krankheitsmodell der Sucht, demnach Sucht nach einer Droge ein Nebenprodukt der chemischen Struktur der Droge selber sei. Nach dem Sozialpsychologen Stanton Peele besage das Krankheitsmodell, dass tolerance, withdrawal, and craving are thought to be properties of particular drugs, and sufficient use of these substances is believed to give the organism no choice but to behave in these stereotypical ways. (Übersetzung: „Toleranz, Entzug und Substanzverlangen werden als Eigenschaften bestimmter Drogen gesehen, und der hinlängliche Gebrauch dieser Substanzen lässt dem Organismus vermutlich keine andere Wahl, als sich derart stereotyp zu verhalten.“) Diese Sicht auf Drogensucht wird in den Grundsätzen des War on Drugs und in Slogans wie Heroin is so good. Don't even try it once. („Heroin ist so gut. Versuch es nicht ein einziges Mal.“) oder Crack cocaine is instantly addictive. („Crack macht sofort abhängig“) wiedergegeben.
Wissenschaftler, die dem Krankheitsmodell anhängen, glauben, so Avram Goldstein, emeritierter Professor der Pharmakologie an der Stanford University und führender Abhängigkeitsforscher, dass Verhalten „das Geschäft des Gehirns“ ist. Goldstein schreibt, dass der Wirkort von Heroin und allen anderen Sucht erzeugenden Drogen ein Bündel von Neuronen tief im Gehirn ist, das die Mesolimbische Bahn genannt wird, eine dopaminerge Bahn, die Gefühle des Wollens und der Motivation vermittele. In dieser Bahn bewirke Heroin, dass Dopaminneuronen Dopamin freisetzen, einen Neurotransmitter, der “incentive salience” (Anreizbewusstsein) schafft und bewirkt, dass der Anwender mehr will. Dopaminneuronen werden normalerweise von inhibitorischen Neuronen gehemmt, aber Heroin behindert diese, so dass die Dopaminneuronen überstimuliert werden. Das Gehirn antwortet mit Gefühlen der Euphorie, aber die Stimulation ist überschießend, und um sich davor zu schützen, passt sich das Gehirn dadurch an, dass es weniger empfindlich auf Heroin reagiert.
Dies hat nach dem „Krankheitsmodell“ zwei Konsequenzen. Erstens wird mehr Heroin benötigt, um das high hervorzurufen, und gleichzeitig wird das Belohnungszentrum weniger empfindlich gegenüber den Auswirkungen der Endorphine, die die Abgabe von Dopamin regulieren, sodass ohne Heroin ein permanentes Krankheitsgefühl eintritt. Nach wiederholter Einnahme wird der Anwender tolerant und abhängig und erlebt Entzugssymptome, wenn die Heroinversorgung beendet wird. Wenn die Entzugsgefühle stärker werden, verliert der Anwender die Kontrolle, schreibt Goldstein.

### Studien an isolierten Labormäusen bestätigen das Krankheitsmodell im Allgemeinen
„A rat addicted to heroin is not rebelling against society, is not a victim of socioeconomic circumstances, is not a product of a dysfunctional family, and is not a criminal. The rat's behavior is simply controlled by the action of heroin (actually morphine, to which heroin is converted in the body) on its brain.“

„Eine heroinsüchtige Ratte rebelliert nicht gegen die Gesellschaft, ist kein Opfer sozioökonomischer Umstände und ist nicht kriminell. Das Verhalten der Ratte wird einfach durch die Wirkung von Heroin auf ihr Gehirn gesteuert“

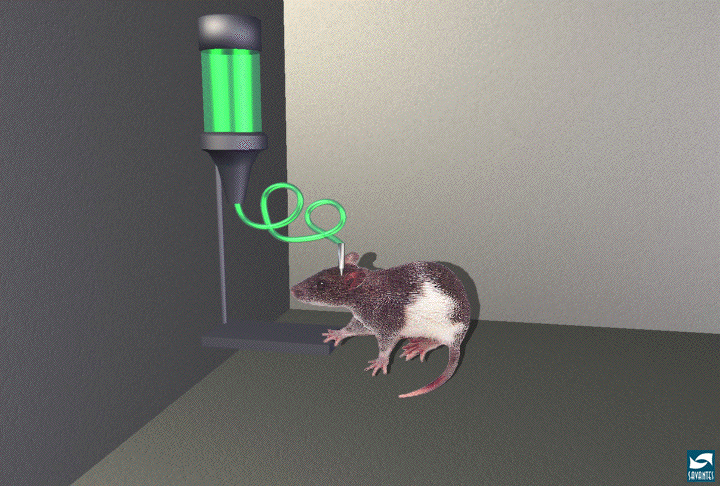
Das Bild des U.S. National Institute on Drug Abuse einer Ratte, die sich selbst eine Droge verabreicht. Professor Avram Goldstein schreibt:
A rat addicted to heroin is not rebelling against society, is not a victim of socioeconomic circumstances, is not a product of a dysfunctional family, and is not a criminal. The rat's behavior is simply controlled by the action of heroin (actually morphine, to which heroin is converted in the body) on its brain.

Nach Alexander behauptet das Krankheitsmodell eine von zwei Tatsachen:
- These A: Alle oder die meisten Leute, die Heroin oder Kokain über eine gewisse Mindestmenge hinaus benutzen, werden abhängig.
- These B: Unabhängig davon, welcher Anteil der Anwender von Heroin und Kokain süchtig wird, wird ihre Sucht durch Kontakt mit der Droge verursacht.[1]

Mehrere Jahrzehnte Tierversuche wurden als Unterstützung dieser Thesen gesehen. Avram Goldstein schrieb 1979: If a monkey is provided with a lever, which he can press to self-inject heroin, he establishes a regular pattern of heroin use — a true addiction — that takes priority over the normal activities of his life … Since this behavior is seen in several other animal species (primarily rats), I have to infer that if heroin were easily available to everyone, and if there were no social pressure of any kind to discourage heroin use, a very large number of people would become heroin addicts. („Wenn ein Affe einen Hebel bekommt, den er drücken kann, um sich selber Heroin zu injizieren, wird er ein regelmäßiges Muster des Heroingebrauchs entwickeln — eine wahre Sucht — das Vorzug gegenüber normalen Aktivitäten seines Lebens gewinnt … Da dieses Verhalten bei mehreren anderen Tierspezies (hauptsächlich Ratten) beobachtet wird, muss ich schließen, dass, wenn Heroin für jeden leicht verfügbar wäre, und wenn es keinen sozialen Druck irgendeiner Art gäbe, Heroingebrauch zu unterlassen, sehr viele Menschen heroinsüchtig werden würden“)
Zwanzig Jahre später behält Goldstein denselben Standpunkt bei. In einem Dokument, dass er einer Methadonkonferenz in den Vereinigten Staaten von Amerika geliefert hat, schrieb er: Every addictive drug used by people is also self-administered by rats and monkeys. If we arrange matters so that when an animal presses a lever, it gets a shot of heroin into a vein, that animal will press the lever repeatedly, to the exclusion of other activities (food, sex etc.); it will become a heroin addict. A rat addicted to heroin is not rebelling against society, is not a victim of socioeconomic circumstances, is not a product of a dysfunctional family, and is not a criminal. The rat's behavior is simply controlled by the action of heroin (actually morphine, to which heroin is converted in the body) on its brain. „Jede suchterzeugende Droge, die von Menschen genutzt wird, wird auch von Ratten und Affen selbst verabreicht. Wenn wir es so arrangieren, dass wenn ein Tier einen Hebel drückt, es einen Schuss Heroin in eine Vene bekommt, wird das Tier den Hebel immer wieder drücken, bis zum Ausschluss anderer Aktivitäten (Essen, Sex usw.); es wird heroinabhängig. Eine heroinsüchtige Ratte rebelliert nicht gegen die Gesellschaft, ist kein Opfer sozioökonomischer Umstände und ist nicht kriminell. Das Verhalten der Ratte wird einfach durch die Wirkung von Heroin auf ihr Gehirn kontrolliert.“
Dagegen legt Alexander dar, dass die hauptsächlichen Beweismittel für den Glauben an drogeninduzierte Sucht aus „Zeugenaussagen mancher süchtiger Leute, die glauben, dass Kontakt mit einer Droge bewirkt, dass sie 'die Kontrolle verlieren',“ herrührt und von gewisser „hochgradig technischer Forschung an Labortieren“. Er legt dar, dass diese Beweismittel in den Medien bis zu dem Punkt verschönert wurden, dass sie den Status von unbestreitbaren Fakten erhielten, wohingegen die große Masse der historischen und klinischen Beweise dagegen spräche. Er schreibt, dass, obwohl die Anwendung von Opiaten in den Vereinigten Staaten und England im 19. Jahrhundert häufiger war als heute, die Inzidenz von Abhängigkeit und Sucht niemals ein Prozent der Population erreichte und am Ende des Jahrhunderts weiter abfiel. In England wird Heroin bis heute oft als Medikament gegen Husten, Durchfall und chronische Schmerzen verordnet, im Jahr 1972 verschrieben britische Ärzte 29 Kilogramm Heroin an Patienten, was sich auf Millionen von Einzeldosen beläuft. Dennoch hat eine Studie von 1982 über die Statistik von iatrogener Sucht im Vereinigten Königreich “virtual absence” (fast völlige Abwesenheit) solcher Süchtiger ergeben. Neuere Forschung bestätigt, dass viele Leute, die Heroin regelmäßig über Jahre benutzen, entweder zu rekreativen oder zu medizinischen Zwecken, keineswegs süchtig wurden.

## DieRat-Park-Experimente

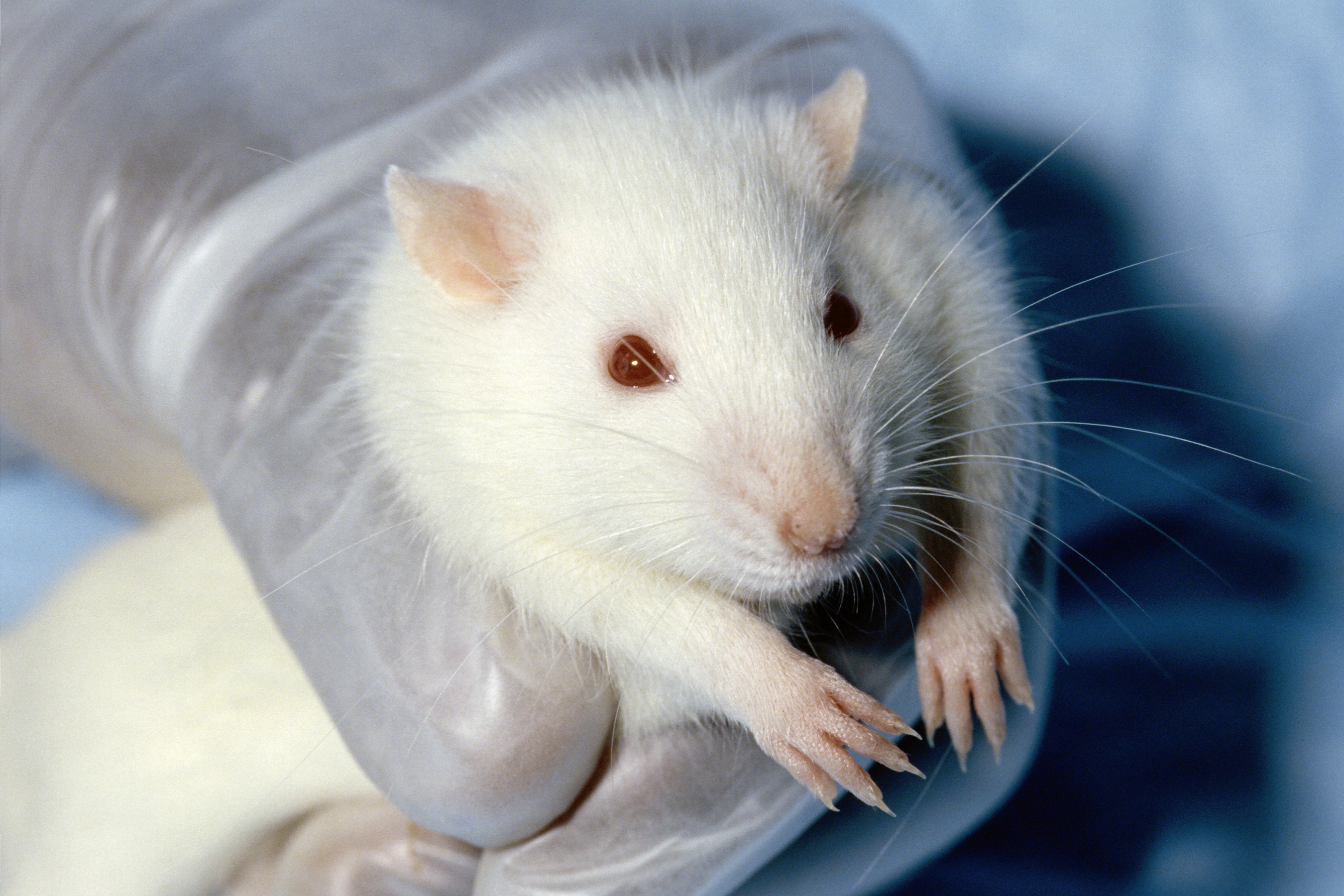
Eine weiße Wistar-Laborratte

Das Team um Bruce K. Alexander entwarf eine Reihe von Experimenten, um die Konsumbereitschaft der Ratten nach Morphin zu prüfen. Sie bauten bei den Rat Park-Versuchen einen kurzen Tunnel, gerade groß genug, um jeweils eine Ratte durchzulassen. Am anderen Ende des Tunnels, konnten die Ratten eine Flüssigkeit aus einem von zwei Tropfenspendern trinken, die automatisch aufzeichneten, wie viel jede Ratte trinken würde. Ein Spender enthielt eine Morphinlösung, der andere reines Leitungswasser.
Ratten mögen süße Sachen gern, also nutzten die Forscher im „Verführungsexperiment“ die offensichtliche Vorliebe der Ratten für Süßes. Sie prüfen, ob sie die Ratten animieren könnten, Morphin zu verzehren, wenn das Wasser süß genug wäre. Gelöstes Morphin hat einen bitteren Geschmack für Menschen und scheint auf Ratten dieselbe Wirkung zu haben, schrieb Alexander, denn sie schütteln ihre Köpfe und verweigern es, wie sie es auch mit bitteren Chininlösungen tun. Im Verführungsexperiment gab es vier Gruppen von Ratten. Die Gruppe CC wurde nach dem Absetzen im Alter von 22 Tagen in Laborkäfigen isoliert und lebten dort, bis das Experiment im Alter von 80 Tagen endete. Gruppe PP wurde für dieselbe Zeit im Rat Park gehalten. Die Gruppe CP wurde im Alter von 65 Tagen aus den Laborkäfigen in den Rat Park gebracht. Gruppe PC wurde im selben Alter vom Rat Park in die Käfige umgesetzt.
Die Ratten im Käfig (Gruppen CC und PC) nahmen das wenig gesüßte Morphin direkt. Bei den Experimenten nahmen die Männchen im Käfig 19-mal so viel Morphin wie die Männchen im Rat Park. Egal, wie stark man das Morphin süßte, meist widerstanden die Ratten im Rat Park. Sie probierten es gelegentlich — die Weibchen häufiger als die Männchen — stets bevorzugten sie aber das reine Wasser. Laut Alexander war es „ein signifikantes Ergebnis“. Interessant war, dass die Ratten der CP-Gruppe zunächst die Morphinlösung verweigerten, aber als es süßer und verdünnter wurde, anfingen genauso viel zu trinken wie die Ratten, die während des gesamten Experiments in Käfigen gelebt hatten. Alexander schloss, dass sie das süße Wasser wollten so lang wie es nicht ihr normales Sozialverhalten behinderte. Noch signifikanter war, dass als man Naloxon, welches die Wirkung von Opioiden ausschaltet, in das Morphin-Wasser gab, die Ratten im Rat Park es zu trinken begannen.
In einem anderen Experiment, zwang man Ratten in Laborkäfigen 57 Tage lang dazu, Morphin zu sich zu nehmen, und setzte sie dann in den Rat Park um, wo sie zwischen der Morphinlösung und reinem Wasser wählen konnten. Die Ratten tranken nun das reine Wasser. Sie zeigten zwar Zeichen von Abhängigkeit, aber keine von Sucht. Es gab “some minor withdrawal signs, twitching, what have you, but there were none of the mythic seizures and sweats you so often hear about …” („einige kleinere Entzugssymptome, wie zucken, schon, aber es gab keinen dieser mythischen Anfälle und Schweißausbrüche, von denen man so oft hört…“)
Alexander ist überzeugt davon, dass die Experimente zeigen, dass Selbstverabreichungsstudien an Tieren keinen empirischen Beleg für die Theorie der drogenerzeugten Sucht ergeben. „Der starke Appetit isolierter Versuchstiere auf Heroin und Kokain beantwortet nicht die Frage wie normale Tiere und Menschen auf diese Drogen reagieren. Normale Personen können Heroin ignorieren. Sogar wenn es in ihrer Umgebung reichhaltig vorkommt, und sie können diese Drogen mit geringer Suchtgefahr konsumieren … Ratten aus dem 'Rat Park' scheinen mindestens genauso urteilsfähig zu sein.“ Nach einigen Jahren beendete die Simon Fraser University die Finanzierung von Rat Park.

## Reaktionen auf das Experiment
Die beiden großen Wissenschaftsmagazine Science und Nature lehnten die Veröffentlichung der ersten Arbeit von Alexander, Coambs und Hadaway ab, die schließlich 1978 in Psychopharmacology erschien, einem respektablen, aber viel kleineren Magazin. Die Veröffentlichung der Arbeit rief zunächst keine Reaktion hervor.
Andere Arbeitsgruppen konnten die Ergebnisse nicht replizieren. Autorin Lauren Slater führte ein Interview mit Herbert Kleber, Direktor der substance-abuse division of the College of Physicians and Surgeons of Columbia University (Substanzmißbrauch-Abteilung des Kollegiums der Ärzte und Chirurgen der Columbia University), und früherer Drug Czar der Vereinigten Staaten darüber, was mit Rat Park verkehrt liefe (…on what was wrong with Rat Park). Er antwortete, das Experiment wäre ausgeklügelt (ingenious), gab aber zu bedenken, dass Alexander in der Hoffnung, eine öffentliche Debatte auszulösen, die Daten verzerrt haben könnte, sowie, dass die Studie methodologische Mängel hätte, obwohl er keine Beispiele hierfür nennen konnte. Slater glaubt, das Problem von Rat Park war, dass es in Vancouver durchgeführt wurde, dem „wissenschaftlichen Äquivalent der Tundra“.
Während die ursprünglichen Experimente durch methodologische Mängel Kritik anzogen und die Ergebnisse nicht immer reproduziert wurden, lenkten die Publikationen Aufmerksamkeit auf die Theorie, dass die Umgebung, in der Versuchstiere leben, einen Einfluss auf das Ergebnis der Experimente zum Thema Sucht haben könnte. Bislang wurden Studien aus dieser Serie Experimente mehr als 100-mal zitiert, und ähnliche Studien über den Einfluss der Lebensbedingungen auf den Gebrauch anderer Drogen wurden publiziert.
Alexander war enttäuscht von der öffentlichen Wahrnehmung. Er sprach aber immer noch enthusiastisch von den Experimenten. Sein neuestes Buch “The Globalisation of Addiction: A study in poverty of the spirit” behauptet, dass die kulturelle Entwurzelung von Menschen alle Arten von Süchten anregt, einschließlich der Süchte, die nicht mit Drogen zu tun haben, genau wie Isolation den Drogengebrauch von Labortieren anregt.

## Weitere Forschung
Neuere Forschungen haben gezeigt, dass verbesserte Haltungsbedingungen bzw. Environmental enrichment eine Morphinsucht bei Mäusen mindert. Verbesserte Umweltbedingungen verringern bei Tieren auch die Parkinsonkrankheit, Chorea Huntington und die Alzheimersche Krankheit.
In der letzten systematischen Übersichtsarbeit (2016) zu diesem Thema wurde dennoch argumentiert, dass die Schlussfolgerungen von Alexander in einem Experiment aus dem Jahr 1989 widerlegt wurden. Das Experiment kam zu der Schlussfolgerung, dass Ratten in Gruppenhaltung dieselbe Sucht nach Heroin und Kokain entwickelten wie in Einzelhaltung.